# Нулато (аэропорт)
Аэропорт Нулато (англ. Nulato Airport), (ИАТА: NUL, ИКАО: PANU, FAA LID: NUL) — государственный гражданский аэропорт, расположенный в 1,85 километрах к северо-востоку от центрального делового района города Нулато (Аляска), США.

## Операционная деятельность
Аэропорт Нулато занимает площадь в 59 гектар, расположен на высоте 122 метров над уровнем моря и эксплуатирует одну взлётно-посадочную полосу:
- 2/20 размерами 1219 х 30 метров с гравийным покрытием.